# Giancarlo Cito
Giancarlo Cito (Taranto, 12 agosto 1945 – Taranto, 11 maggio 2025) è stato un imprenditore e politico italiano.

## Biografia
Completati gli studi da geometra, presta servizio militare nei Vigili del Fuoco e negli anni ottanta lavora come imprenditore edile. Nel 1985 cambia settore e fonda l'emittente locale Antenna Taranto 6, poi nel 1989 fonda Super 7.
In breve tempo il suo canale ottiene un grande successo e Cito diviene molto popolare anche perché, intercettando il malcontento per la gestione fallimentare dell'amministrazione cittadina di centro-sinistra agli inizi degli anni novanta a Taranto, conduce una rubrica politica in cui denuncia gli illeciti compiuti dagli amministratori locali.
AT6 chiude nel 1993 per la mancata concessione ministeriale, così come Super 7, riaperta però dopo qualche mese grazie ad una sentenza del TAR.
Nel 1997 alcuni suoi familiari acquistano la storica emittente lucana Tele Basilicata Matera, la cui sede operativa viene presto trasferita a Taranto. Tra il 2003 e il 2007, durante la sua detenzione per scontare la pena per concorso esterno in associazione di tipo mafioso, consegue la Laurea in Scienze giuridiche.
Muore all'alba di domenica 11 maggio 2025, presso la R.S.A. L'Ulivo della Cittadella della carità a Taranto, nel quartiere Paolo VI, dov'era da tempo ricoverato. Tuttavia, dopo la morte di Giancarlo, viene presentata una denuncia sul suo decesso da parte dalla sorella ed in merito ne è stato aperto un fascicolo con l'ipotesi di reato di responsabilità colposa per morte o lesioni personali in ambito sanitario, dove tra gli indagati figurano tre medici dell'R.S.A. stessa e altri due medici, di cui uno del reparto di chirurgia dell'ospedale Santissima Annunziata di Taranto ed uno del reparto di chirurgia generale dell'ospedale di Martina Franca, dove esso sarebbe stato trasportato diverse volte negli ultimi mesi di vita.
Dopo l'esequie, celebrate il 20 maggio nella Concattedrale Gran Madre di Dio, viene tumulato nel cimitero monumentale "San Brunone" di Taranto.

### Attività politica
Negli anni settanta si iscrive al Movimento Sociale Italiano e si distingue per il suo estremismo, tanto che nel 1979 ne viene espulso per le sue posizioni non conformi alla linea del partito. Nel 1980 presenta una sua lista, Taranto Nostra, alle elezioni amministrative, riportando circa 1000 voti. Nel 1990 Cito presenta alle elezioni comunali di Taranto la lista civica AT6 per Taranto, ottenendo circa il 14% dei voti e 7 consiglieri comunali.
Nel 1992 decide di fondare un suo partito, la AT6 - Lega d'Azione Meridionale, che si presenta per la prima volta alle elezioni politiche del 1992, incassando lo 0,15% dei consensi (17,68% nel comune di Taranto), che non gli fa ottenere alcun seggio.
Cito si candida a sindaco di Taranto nelle elezioni comunali del 1993, superando il primo turno con il 32% dei voti e vincendo il successivo ballottaggio con il 53% contro il candidato Gaetano Minervini, da lui spesso insultato nella campagna elettorale mediante il suo canale televisivo. In questo periodo si contraddistingue per iniziative clamorose, come la lunga nuotata nel Golfo di Taranto per richiamare l'attenzione sul problema dell'inquinamento idrico. Da sindaco, incentra il suo programma amministrativo sulla vivibilità cittadina e la sicurezza, diventando uno dei sindaci più noti d'Italia.
Per breve tempo è presidente onorario del Taranto Football Club 1927, per tentare di risollevare la squadra che non navigava in buone acque nel campionato di Serie C2 1995-1996. In quello stesso periodo, dopo che la società rossoblu gli revoca la carica di presidente onorario, acquista l'Unione Sportiva Altamura e fonda la società Altamura Taranto 2000, facendo poi negare dall'allora sindaco di Taranto, suo collaboratore, Gaetano De Cosmo, l'utilizzo dello Stadio Erasmo Iacovone al Taranto, che viene invece concesso alla sua compagine: la vicenda sfocia nell'inchiesta che lo condanna a due anni di reclusione per abuso d'ufficio, violenza privata, tentata concussione e falso ideologico.
Al termine delle elezioni politiche del 1996 diviene deputato nazionale con 33.960 preferenze, pari al 45,9% dei voti. Nel maggio 1996 capeggia la Marcia su Mantova contro la Lega Nord e le sue mire secessioniste ed autonomiste, a cui partecipano migliaia di attivisti di AT6 - Lega d'Azione Meridionale. A questa segue, il 15 settembre dello stesso anno, una manifestazione a Chioggia, nella quale lo stesso Cito rimane contuso durante gli scontri con le forze dell'ordine.
Inoltre, alle elezioni amministrative del 1997, si candida a sindaco di Milano con lo slogan: «Voglio tarantizzare Milano. Voglio che questa città diventi come Taranto, la Svizzera del Sud»: risulta quinto su quindici candidati (ottenendo lo 0,8% dei voti). Nel 2000 si candida a presidente della Puglia raggiungendo l'1,32% delle preferenze, pari a 29.317 voti.
Il 20 aprile 2007 annuncia la sua intenzione di ricandidarsi alla carica di primo cittadino di Taranto: in realtà si presenta come consigliere comunale, candidatura che viene successivamente invalidata per la sua condanna definitiva per concorso esterno in associazione di tipo mafioso, proponendo il figlio Mario alla carica di sindaco, supportato dalla sola lista AT6 - Lega d'Azione Meridionale. Al termine della consultazione elettorale comunale la Lega d'Azione Meridionale, nonostante l'assenza in lista di Giancarlo Cito, ottiene un inaspettato successo, risultando il primo partito in città con il 15,44% dei consensi, e mancando il ballottaggio per meno di ottocento voti.
Nelle elezioni provinciali di Taranto del 2009, sostiene, anche mediante la sua emittente televisiva, il candidato Giuseppe Tarantino, che arriva terzo e sfiora il ballottaggio. Nelle elezioni comunali del 2012 propone nuovamente il figlio Mario alla carica di Sindaco di Taranto: le votazioni vedono Mario Cito affrontare poi in ballottaggio il sindaco uscente Ippazio Stefano, che però vince e viene riconfermato alla massima assise cittadina. Alle Elezioni regionali in Puglia del 2015 Mario si candida nella lista di Forza Italia raccogliendo quasi 5.500 voti nella provincia di Taranto non risultando eletto.
Nel 2015, in seguito alla decisione della Camera dei deputati di eliminare i vitalizi per gli ex deputati condannati in via definitiva, Giancarlo Cito si oppone, rilasciando a marzo un'intervista a La Zanzara su Radio 24 e comparendo in televisione ad ottobre nel programma Domenica Live, condotto da Barbara D'Urso e trasmesso su Canale 5: Cito afferma che il vitalizio è un suo diritto che non può essergli tolto e contesta la sua condanna per concorso esterno in associazione mafiosa.
Nel 2017 Cito jr si confermerà consigliere comunale insieme alla sorella arrivando terzo con il 12,46% dietro al candidato del centro-sinistra Rinaldo Melucci e a quello del centro-destra Stefania Baldassarri. In occasione delle elezioni politiche del 2018, la figlia Antonella si candiderà alla Camera dei deputati nella lista "Italia agli italiani" (formata da Fiamma Tricolore e Forza Nuova); presentatasi nel collegio uninominale Puglia - 10, raccoglierà solo 1.473 voti.
Comparve saltuariamente nelle trasmissioni Mediaset, tra cui Quinta Colonna e Dalla vostra parte.

### Vicende giudiziarie
Il 9 dicembre del 1997 è condannato in primo grado per concorso esterno in associazione di tipo mafioso, mentre è assolto dall'accusa di concorso in omicidio nell'ambito dello stesso processo, per i suoi rapporti con la Sacra corona unita: la condanna è poi confermata in Cassazione alla fine del 2002, e dal maggio 2003 al 2007 l'ex sindaco sconta quattro anni di carcere.
Nell'aprile 2011 viene condannato in via definitiva dalla Corte di Cassazione a cinque anni e sei mesi di reclusione per il cosiddetto caso Cervelli, dal nome della ditta di trasporti Cervelli che era stata costretta, dall'allora sindaco Cito, a pagare una tangente di 80 milioni di lire per il rinnovo di un appalto comunale. Con la legge indulto del 2006, la pena da scontare viene ridimensionata e Cito ottiene l'affidamento ai servizi sociali per la parte restante.
Nell'aprile 2012 la Cassazione lo condanna a due anni di carcere per violenza privata, tentata concussione, abuso d'ufficio e falso ideologico nell'ambito del processo per la mancata autorizzazione di utilizzo dello Stadio Erasmo Iacovone al Taranto del 1996. Nella stessa inchiesta sono stati coinvolti il suo successore alla carica di sindaco, Gaetano De Cosmo, un ex assessore e un dirigente comunale, tutti condannati.
Alcuni giorni dopo viene condannato in via definitiva a quattro anni di carcere per una tangente, mascherata da contratti pubblicitari stipulati con l'emittente televisiva Super 7, di 120 milioni di lire pagata dal portavoce della Dirav, la multinazionale liberiana interessata alla realizzazione del porticciolo turistico di San Vito a Taranto, quando Cito era sindaco.
Avendo accumulato due condanne, viene trasferito nuovamente in carcere dopo essere stato prelevato da una clinica nella quale era ricoverato da qualche giorno, a seguito di un malore.
Il 18 gennaio 2014 la Corte di Cassazione lo assolve dall'accusa di corruzione e falso ideologico, contestatagli in relazione a presunte tangenti che, tra il 1993 e il 1996, l'allora primo cittadino era accusato di aver percepito dall'imprenditore Antonio Guarino, operante nel settore dei marmi, per lavori da svolgere all'interno del cimitero comunale di Bruno di Colonia.